# Рю Хва Йон
Рю Хва Йон (кор. 류화영) більш відома як Хвайон — південнокорейська акторка та співачка. Колишня учасниця популярного музичного гурту T-ara.

## Біографія
Рю Хва Йон народилася 22 квітня 1993 року у південокорейському місті Кванджу. Її сестра-близнючка Рю Хьо Йон також є акторкою та реп-виконавицею. Кар'єру співачки Хвайон розпочала у липні 2010 року, приєднавшись до музичного гурту T-ara, учасницею якого була до кінця липня 2012 року. Після того, як вона покинула гурт, у соціальних мережах почали з'являтися чутки, що головною причиною раптового розриву контракту з Хвайон стали погані стосунки між учасницями гурту. Сама Хвайон довго ніяк не коментувала чутки, але пізніше визнала, що частина з них правдива. У кінці 2013 року агенти співачки оголосили, що вона готується до початку акторської кар'єри, акторський дебют Хвайон стався у жовтні наступного року роллю у двосерійній драмі «Вибір матері». Першу та поки що єдину акторську нагороду принесли Хвайон ролі у серіалі вихідного дня «Дивний батько» та кримінальній драмі «Скажений пес».

## Фільмографія

### Телевізійні серіали
| Рік  | Назва                                       | Роль                                       | Мережа        |
| ---- | ------------------------------------------- | ------------------------------------------ | ------------- |
| 2014 | «Вибір матері»                              | Со Хьона                                   | SBS           |
| 2015 | «Родина Ок»                                 | Хан Ок                                     | KBS           |
| 2015 | «Клуб покинутих дівчат»                     | Рара/ Гу Кьонхьон                          | tvN           |
| 2016 | «Поверніться, Містер»                       | Ван Чуйон                                  | SBS           |
| 2016 | «Нащадки сонця»                             | колишня дівчина Со Дейона (камео, 4 серія) | KBS2          |
| 2016 | «Привіт, мої двадцять років!»               | Кан Їна                                    | JTBC          |
| 2016 | «Дискваліфікований сміх» (спеціальна драма) | Шин Нара                                   | KBS2          |
| 2017 | «Дивний батько»                             | Бьон Район                                 | KBS2          |
| 2017 | «Сліди рук»                                 | Чан Мінйон                                 | Naver TV Cast |
| 2017 | «Війна дівчини»                             | Чіна                                       | Naver TV Cast |
| 2017 | «Таємний рецепт ворожки»                    | На Ре                                      | Naver TV Cast |
| 2017 | «Привіт, мої двадцять років! 2»             | Кан Їна (спеціальна поява)                 | JTBC          |
| 2017 | «Скажений пес»                              | Чан Харі                                   | KBS2          |
| 2018 | «Краса всередині»                           | Че Юрі (спеціальна поява)                  | JTBC          |

### Фільми
| Рік  | Назва             | Роль   |
| ---- | ----------------- | ------ |
| 2015 | «Прогноз кохання» | Хїджін |

## Нагороди
| Рік  | Нагорода               | Категорія                        | Робота                          | Результат | Примітки |
| ---- | ---------------------- | -------------------------------- | ------------------------------- | --------- | -------- |
| 2017 | 31-ша Премія KBS драма | Краща нова акторка               | «Дивний батько», «Скажений пес» | Перемога  | [ 5 ]    |
| 2017 | 31-ша Премія KBS драма | Краща пара (разом з У До Хваном) | «Скажений пес»                  | Номінація | [ 5 ]    |